# U-Bahn-Station Jägerstraße
Jägerstraße is een metrostation in het district Brigittenau van de Oostenrijkse hoofdstad Wenen. Het station werd geopend op 4 mei 1996 en wordt bediend door lijn U6.
De naam is te danken aan de gelijknamige straat uit 1858 die naar het Schutzhaus voor de Brigittakapelle uit 1645 genoemd werd. 
Het station ligt twee verdiepingen onder een park tussen de Jägerstraße in het oosten en de Leipziger Platz in het westen. De twee toegangen hebben een toegangsgebouw uit staal en glas met een tongewelf. De toegangsgebouwen liggen boven de perroneinden.en hebben elk een vaste trap, een lift en een roltrap die het perron met het toegangsgebouw verbindt.

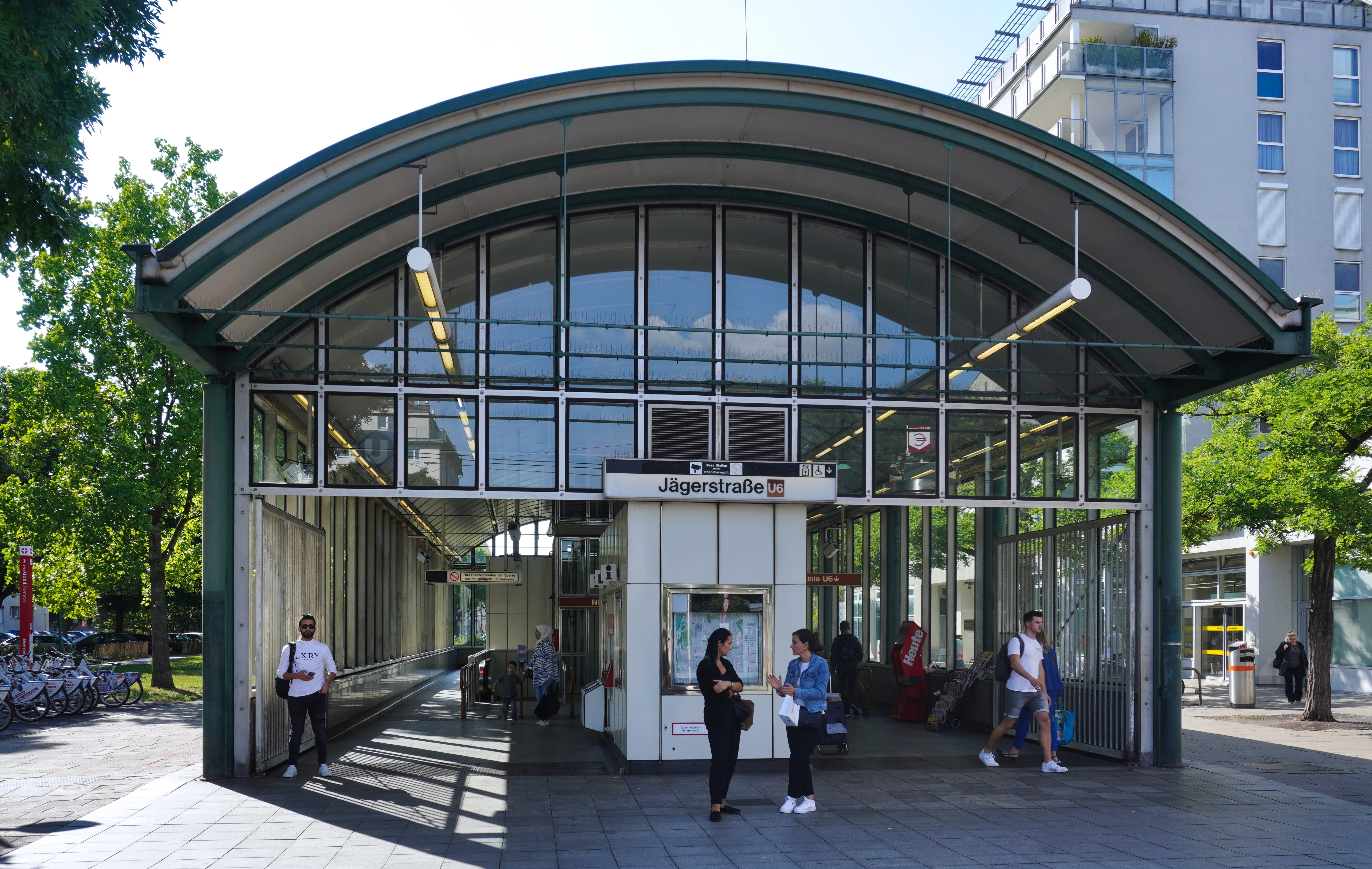
De toegang aan de Jägerstraße.
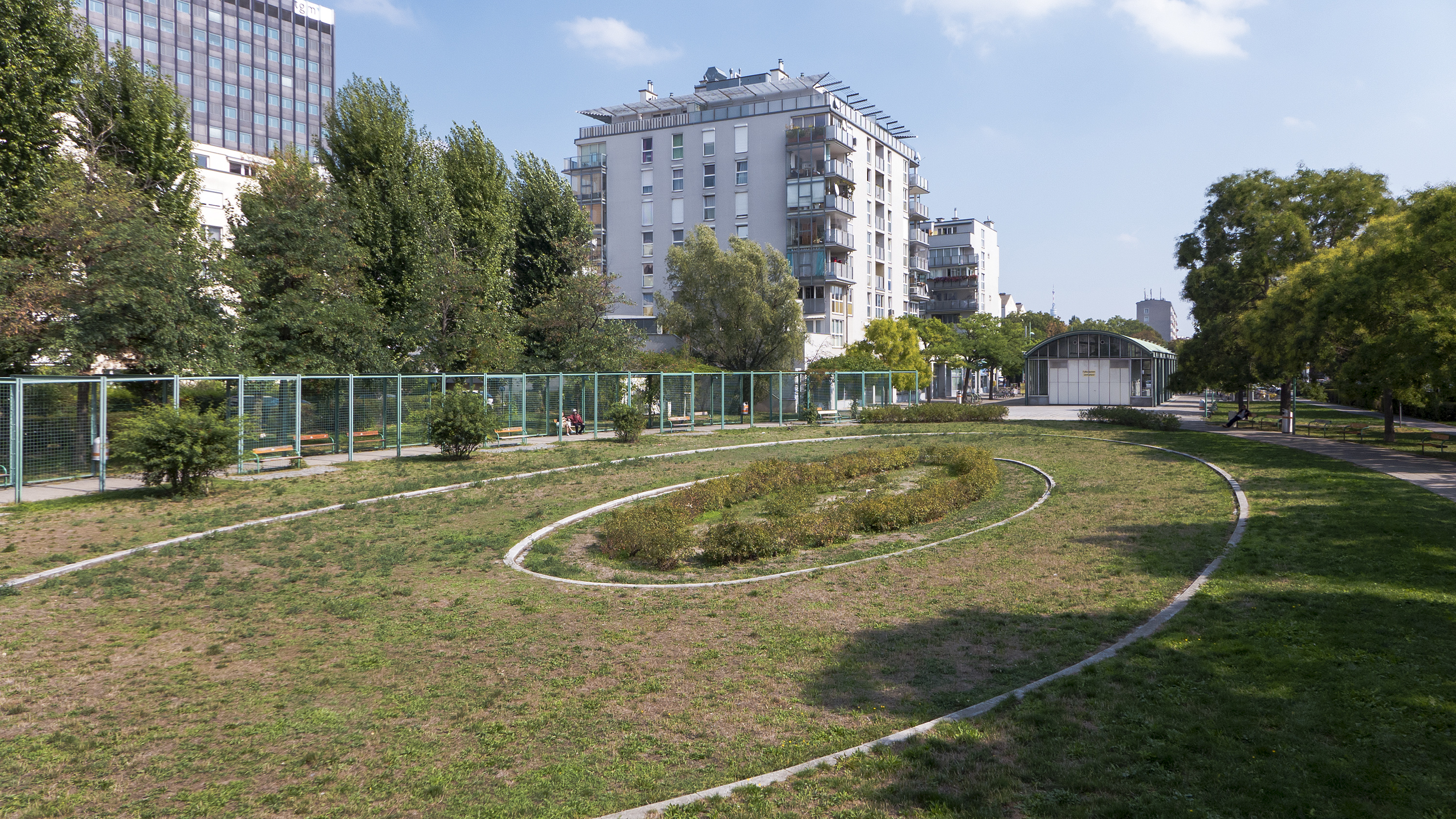
Het park boven het perron.